# Погана звичка
Погана звичка — комедійний фільм 2005 року.

## Сюжет
17-річний Джастін живе в дуже дивному світі, де батьки забороняють йому звати їх «мама» і «тато», а він сам не може і двох слів зв'язати, щоб зізнатися в любові до однокласниці. Намагаючись вийти із зачарованого кола, Джастін кардинальним чином змінює своє життя, перетворюючись зі скромного хлопчини в яскравого оратора і палкого коханця. У своєму новому світі, мало схожому на реальність, чи пригадає він, з якої нешкідливої звички почалися його пригоди?.